# Presidente Roxas (Cotabato)
Presidente Roxas é um município de  primeira classe de renda municipal (d) na província Cotabato, nas Filipinas. De acordo com o censo de 1 de maio  de  2020 possui uma população de 52 512 pessoas e 12 306 domicílios.